# Anette Philipsson
Sissy Anette Philipsson, född 8 maj 1965 i Linköping, är en svensk simmare. Hon tävlade för Linköpings ASS och tog 19 individuella SM-guld, varav 8 på långbana samt 11 på kortbana.
Philipsson tävlade för Sverige vid olympiska sommarspelen 1984 i Los Angeles, där hon slutade på 12:e plats på 200 meter medley. Vid olympiska sommarspelen 1988 i Seoul tävlade Philipsson i två grenar. Hon slutade på 12:e plats på 200 meter medley och på 13:e plats på 400 meter medley. 
1982 tilldelades hon Stora grabbars och tjejers märke. Philipsson tog fyra SM-guld på 200 meter medley (långbana): 1981, 1982, 1987 och 1988. På 200 meter medley (kortbana) tog hon fem guld: 1981, 1982, 1985, 1987 och 1988. På 400 meter medley (långbana) tog Philipsson tre guld: 1982, 1986 och 1988. På 400 meter medley (kortbana) tog hon sex guld: 1981, 1982, 1986, 1987, 1988 och 1989. Philipsson tog även ett guld på 200 meter fjärilsim (långbana) 1988.